# گابریلا گونزالس
گابریلا اینس گونزالس (انگلیسی: Gabriela González؛ زادهٔ ۲۴ فوریهٔ ۱۹۶۵) استاد فیزیک و نجوم در دانشگاه ایالتی لوئیزیانا است و از مارس ۲۰۱۱ تا مارس ۲۰۱۷ به عنوان سخنگوی همکاری علمی رصدخانه موج گرانشی با تداخل‌سنج لیزری (لیگو) فعالیت کرده است. وی همچنین برندهٔ جوایزی همچون همکار مؤسسه فیزیک و عضو انجمن فیزیک آمریکا شده است.

## زندگی‌نامه
گابریلا گونزالس در ۲۴ فوریه ۱۹۶۵ در کوردوبا، آرژانتین متولد شد. او دختر دورا ترمبینسکی، استاد ریاضیات و پدرو گونزالس، دکترای علوم اقتصادی است. گونزالس تحصیلات ابتدایی خود را در کالج لوتران کونکوردیا در شهر کوردوبا و تحصیلات متوسطه را در مؤسسه مانوئل لوسترو به پایان رساند. او دانش‌آموزی مشتاق بود که نمرات نمونه‌ای در مدرسه دریافت می‌کرد و حتی توانایی حل سریع معادلات در ذهن خود را داشت.
گونزالس تحصیلات دانشگاهی خود را در دانشگاه ملی کوردوبا گذراند و در سال ۱۹۸۸ با مدرک کارشناسی فیزیک از این دانشگاه فارغ‌التحصیل شد. به گفته گونزالس، او تحصیل در فیزیک را آغاز کرد زیرا آن را راهی برای پاسخ به تمام سوالات فشرده‌ای می‌دانست که بشر با آن روبرو بود. اما در نهایت متوجه شد که فیزیک به تمام این سوالات پاسخ نمی‌دهد، بلکه ما را با سوالات بیشتری روبرو می‌کند.
یک سال پس از آن، او به ایالات متحده نقل مکان کرد تا در دانشگاه سیراکیوز تحصیل کند و تحت نظارت پیتر ساولسون در سال ۱۹۹۵ دکترای فیزیک خود را دریافت کرد. او کار پسادکتری خود را در مؤسسه فناوری ماساچوست آغاز کرد، جایی که بعدها به عنوان محقق و سپس به عنوان استاد در دانشگاه ایالتی پنسیلوانیا کار کرد. از آوریل ۲۰۰۱، او به عنوان استاد در دانشگاه ایالتی لوئیزیانا شروع به کار کرد.
در سال ۲۰۰۸، گونزالس اولین زنی شد که به مقام استاد تمام در دپارتمان فیزیک و نجوم دانشگاه ایالتی لوئیزیانا دست یافت.
گونزالس معتقد است که علم زمانی وضعیت بسیار بهتری خواهد داشت که به تعداد مردان، زنان نیز در آن حضور داشته باشند و این زمانی اتفاق می‌افتد که افسانه‌ها و تصورات غلط رایج دربارهٔ فیزیکدانان که تمایل به جداسازی زنان از تحقیقات دارند، از بین بروند و همچنین زمانی که مردم باور کنند که فیزیکدانان افرادی عادی با زندگی‌های عادی هستند.
پیش از نقل مکان به ایالات متحده، گونزالس رابطه‌ای با خورخه پولین، فیزیکدان نظری آرژانتینی متخصص در برخورد سیاهچاله‌ها و نظریه گرانش کوانتومی که در دانشگاه ایالتی لوئیزیانا کار می‌کند، آغاز کرد. آنها بعدها ازدواج کردند. این زوج فرزندی ندارند.

## حرفه
گونزالس چندین مقاله دربارهٔ حرکت براونی به عنوان محدودیتی برای حساسیت آشکارسازهای امواج گرانشی منتشر کرده است و به تحلیل داده‌ها برای اخترشناسی امواج گرانشی علاقه‌مند است.
در فوریه ۲۰۱۶، او یکی از پنج دانشمند رصدخانه موج گرانشی با تداخل‌سنج لیزری (لیگو) بود که در اعلام اولین مشاهده مستقیم امواج گرانشی که در سپتامبر ۲۰۱۵ شناسایی شده بود، حضور داشت. او دانشمند ارشد گروه لیگو در مؤسسه فناوری ماساچوست بود، در سال ۱۹۹۷ به هیئت علمی دانشگاه ایالتی پنسیلوانیا پیوست و در سال ۲۰۰۱ به LSU نقل مکان کرد. در سال ۲۰۲۴، گونزالس به عنوان معاون انجمن فیزیک آمریکا انتخاب شد، در حالی که از سال ۲۰۰۷ عضو این انجمن بود.